# Hawthorn Hawks
Hawthorn Hawks är en professionell australisk fotbollsklubb från Melbourne, Victoria. Klubben tävlar i Australian Football League.

## Klubblåt
| Engelsk originaltext | Svensk översättning |
| --- | ------------------- |
| We're a happy team at Hawthorn We're the mighty fighting Hawks. We love our club and we play to win, Riding the bumps with a grin (at Hawthorn). Come what may, you'll find us striving Team work is the thing that talks, One for all and all for one Is the way we play at Hawthorn. We are the mighty fighting Hawks! |                     |